# Shilling
Shilling er navnet på møntenheden i følgende lande:
- Kenya – kenyansk shilling, valutakode KES.
- Somalia – somalisk shilling, valutakode SOS. Republikken Somaliland, som er en selvudråbt uafhængig stat inden for Somalias område, og som ikke er anerkendt af noget andet land, har sin egen valuta med somalilandsk shilling
- Tanzania – tanzanisk shilling, valutakode TZS.
- Uganda – ugandisk shilling, valutakode UGX.

Shilling er sikkert stadig bedst kendt som en tidligere engelsk mønt. Et engelsk pund var 20 shilling à 12 pence.
Etymologisk er shilling af samme oprindelse som den danske skilling.